# Rödfigurig keramik

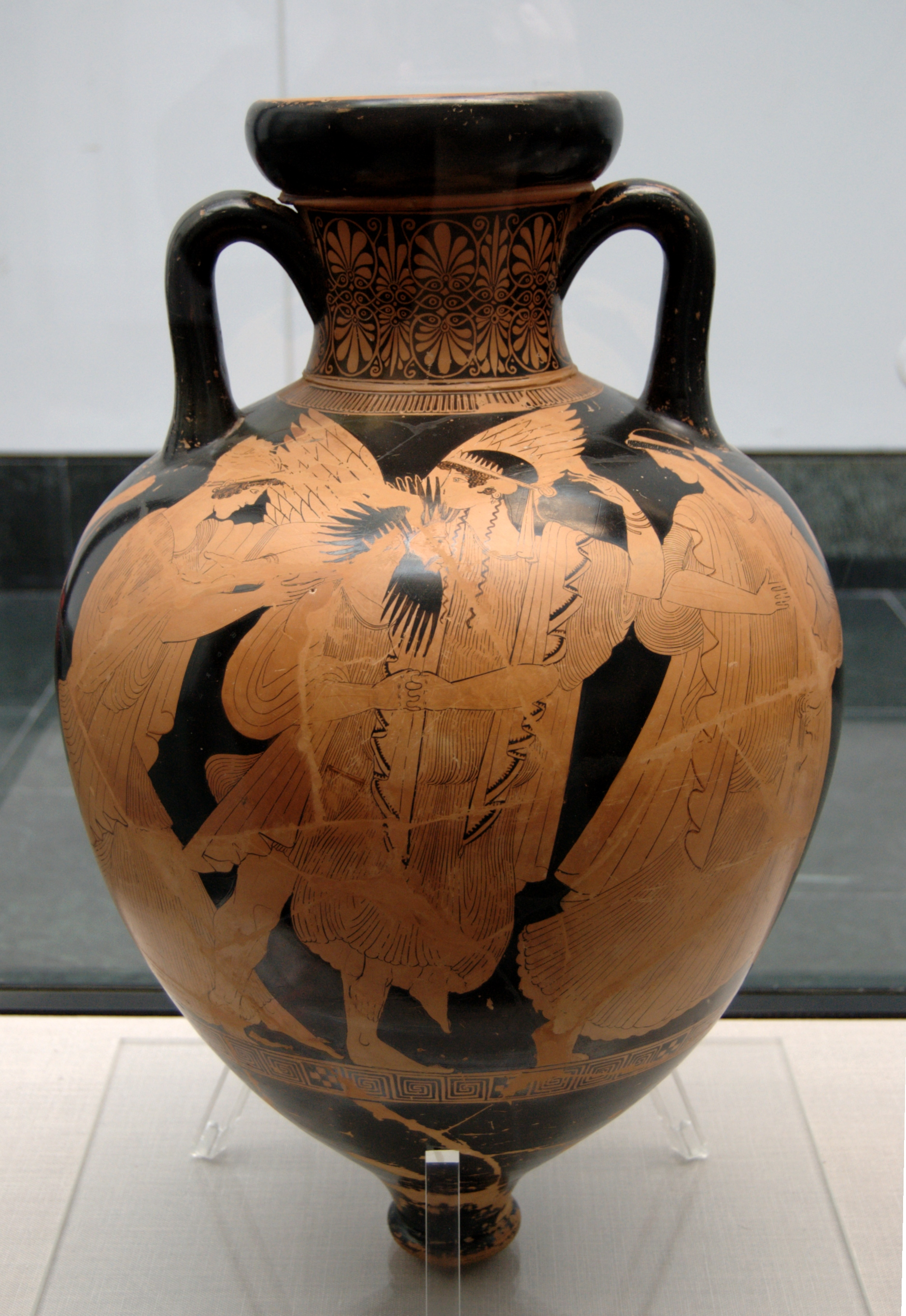
Attisk rödfigurig keramik, föreställande hur Boreas för bort Oreithyia, medan Herse (till vänster) försöker hjälpa sin syster. 470–460 f.Kr.

Rödfigurig keramik kallas en stil inom antik grekisk keramik och vasmåleri. Figurerna skapades genom att de sparades ut i den röda leran mot den annars svartmålade grunden. Detaljer kunde sedan fyllas i vit eller röd färg. Den här metoden användes i det antika Grekland från cirka 530 f.Kr. fram till mitten av 300-talet f.Kr.